# ابن زهر
ابومروان عبدالملک بن ابی العلا، معروف به ابن زهر (به لاتین: Avenzoar) (۱۰۹۴-۱۱۶۲ م) متولد سبیا، پزشک مسلمان اندلسی و هم‌دوره ابن رشد و موسی بن میمون و ابن طفیل بود. او طبیب و وزیر عبدالمومن موحدی بود. روش ابن زهر عقل گرایانه و تمرکز بیشتر بر تجربه بود . معروف ترین اثر او التیسیر فی المداواء و التدبیر (راه آسان مداوا و پیشگیری) بود. وی مخترع عمل شکاف نای و کاشف سنگ لوله گوارش و عمل جراحی زیبایی یا پلاستیک و آزمایش پزشکی بر روی حیوانات
کتاب الاغذیه وی اولین دستورالعمل غذایی را شامل میشود. در کتاب التیسیر انواع سرطان لوله گوارش را توضیح میدهد همچنین اولین بار در این کتاب بیماری گال را توضیح میدهد

## زندگی
وی در خانواده بنوزهر بدنیا آمد که از طایفه عرب ایاد بودند. خانواده او شش نسل از طبیبان و وزیران را به جامعه تحویل داده بود. ابتدا از علوم دینی شروع کرد سپس در محضر پدرش ابوالعلا زهر طب جالینوس و بقراط را آموخت.

## اختراعات

### تراکئوتومی

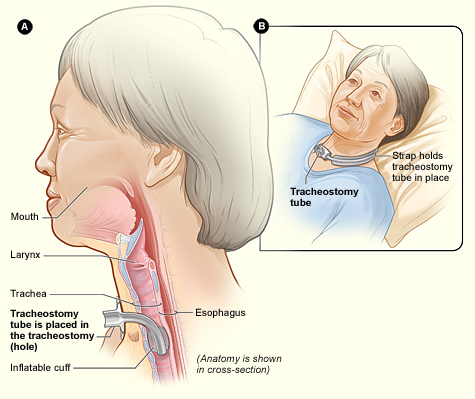
عمل تراکیوتومی یا لوله گذاری شکاف نای که اولین بار توسط ابن زهر اختراع شد

ابن زهر اولین کسی بود که عمل شکاف نای یا تراکئوتومی را بر روی یک بز انجام داد برخی او را اولین انگل‌شناس و نخستین توصیف‌کننده جرب دانسته‌اند.

### عمل جراحی زیبایی
وی اولین کسی است که در کتاب الاقتصاد عمل جراحی زیبایی یا پلاستیک را توصیه می کند.

### آزمایش پزشکی بر روی حیوانات
ابن زهر اولین دانشمندی است که آزمایش پزشکی بر روی حیوانات را بجای انسان شروع می کند.

### کشف سرطان لوله گوارش
در کتاب التیسیر انواع سرطان لوله گوارش را توضیح میدهد

## آثار
- التیسیر فی المداواء و التدبیر
- کتاب الاقتصاد
- کتاب الاغذیه
- کتاب التیسیر
- فی الزینه (در باب سعادت).
- التریاق السابینى (درباره پادزهر).
- فی علت الکلا (در مورد بیماری های کلیه).
- فی علت البراس و البحاق (در جذام و پیسی).
- التذکره